# Mamady Keïta

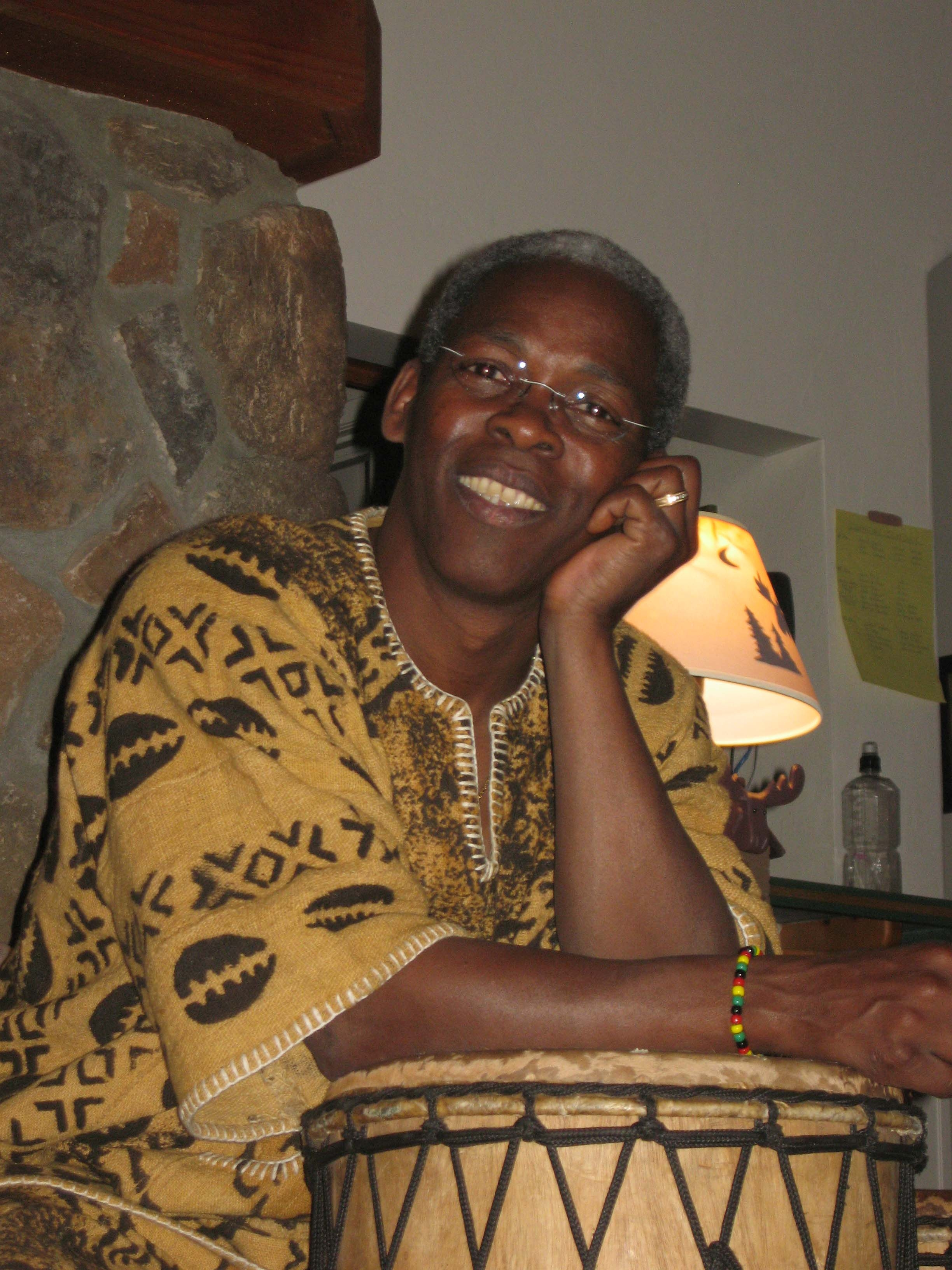
Mamady Keïta (2007)

Mamady Keïta (* August 1950 in Balandugu, Guinea; † 21. Juni 2021 in Brüssel, Belgien) war ein guineischer Musiker, Djembéfola-Künstler und damit Spieler der Djembé-Trommel.

## Biografie
Der in einem Dorf im Wassolon (Provinz von Siguiri) in der Nähe des Flusses Fié geborene Sohn eines Jägermeisters und fida tigi (Meister der Pflanzen und Medizinmann) wurde bereits als Kind von Karinkadjan Kondé, Meistertrommler seines Heimatdorfes, in die Djembé-Kunst eingeführt. 1964, mit 14 Jahren, wurde er ausgewählt, als Hauptdjembéfola und Solist ans Ballet National Djoliba zu gehen. Von 1979 bis 1986 war er dort auch als künstlerischer Direktor tätig.
Keïta unternahm zahlreiche Tourneen durch Afrika, Asien, Europa und die Vereinigten Staaten.
1986 nahm er seine Tätigkeit beim Ballet Kotéba von Souleymane Koly in Abidjan auf und spielte im Folgejahr im Film La Vie Platinée von Claude Cadiou mit.
1988 zog er nach Brüssel in Belgien und bot Kurse für die Djembé, vor allem für Mandingue-Rhythmen, an. Er leitete diese zunächst in Zusammenarbeit mit der École Répercussions, später mit seiner eigenen Schule (TamTam Mandingue). Im selben Jahr gründete er die Gruppe Sewa Kan, mit deren traditioneller Mandingue-Musik er mehrmals auf Tournee ging, 1994 auch auf eine erste ausgedehnte Konzertreise nach Japan.
1990 organisierte er in Zusammenarbeit mit dem Kultusministerium der Republik Guinea und dem Nationalballett Djoliba mit Répercussion, den ersten Lehrgang für Percussion und afrikanische Tänze in Guinea.
Das 1996 entstandene Album Hamana  ist der gleichnamigen guineischen Region gewidmet. Darauf sind Dundunba-Rhythmen (eine Rhythmusfamilie) zu hören.
Zuletzt lebte Keïta in Monterrey, Mexiko. Am 21. Juni 2021 starb er in Brüssel, Belgien, nachdem er wegen einer Herzerkrankung dort ins Krankenhaus eingeliefert worden war.

## Diskografie
- Wassolon (Mamady Keïta und Sewa Kan), Fonti Musicali 1989
- Nankama, Fonti Musicali 1992
- Mögöbalu, Fonti Musicali 1995
- Hamanah (Mamady Keïta und Mögöbalu), Fonti Musicali 1996
- Afö (Mamady Keïta und Sewa Kan), Fonti Musicali 1998
- Balandugu Kan, 2000
- Mamady léé, M10, 2001
- Djembe master, Follow Me Productions 2004
- Master of Percussion vol. 2 (Yelemba, Guem, Mamady Keïta) Follow Me Productions 2004

## Sonstiges
- Der Film Djembéfola (1991; Regie: Laurent Chevalier) ist ihm gewidmet.
- Uschi Billmeier: Mamady Keita, ein Leben für die Djembé Traditionelle Rhythmen der Malinke. Die ethnische Bedeutung von 60 traditionellen und einigen modernen Malinke-Rhythmen. 5. Auflage. Arun Verlag, Uhlstädt-Kirchhasel 2007, ISBN 978-3-93558-150-9 (mit einer CD).